# Cimber Sterling
Cimber Air was een luchtvaartmaatschappij met als thuishaven Sønderborg in Denemarken. Zij leverde reguliere binnenlandse vluchten in samenwerking met Scandinavian Airlines (SAS), met regionale aansluitingen naar het vasteland van Europa. Een ander netwerk vloog in Duitsland in samenwerking met Lufthansa. Cimber Air was gestationeerd op luchthaven Kopenhagen en luchthaven Sønderborg, en zij had een hub op luchthaven Billund.

## Geschiedenis
De luchtvaartmaatschappij werd op 1 augustus 1950 gesticht en begon datzelfde jaar met het leveren van diensten. De grondlegger van het bedrijf was Ingolf Nielsen. Scandinavian Airlines (SAS) kocht 26% van Cimber Air in mei 1998 en vergrootte haar codeverdelingsovereenkomst. In maart 2003 verkocht SAS de aandelen weer aan Cimber Air Holding. Cimber Air Duitsland is gestationeerd in Kiel. Cimber Air is geheel bezit van Cimber Air Holding (Nielsens familie).
Op 3 mei 2012 werd bekend dat de maatschappij faillissement heeft aangevraagd na het intrekken van de financiële steun door de eigenaars van het bedrijf.

## Luchtvloot
De luchtvloot van Cimber Air bestond uit de volgende vliegtuigen (september 2011):
- 3 ATR 42-500
- 6 ATR 72-200
- 7 Bombardier CRJ-100LR
- 4 Bombardier CRJ-200ER
- 6 Boeing 737-700